# Schwarze Witwe von Bodenfelde
Als Schwarze Witwe von Bodenfelde wurde das Täterpaar Lydia L. und Siggi S. bezeichnet, dem die Beteiligung an vier Morden in den Jahren 1994 bis 2000 nachgewiesen wurde.
Lydia L., eine ehemalige Prostituierte, geboren 1939, lud ältere Männer zu sich zum Wohnen ein, im Rahmen einer Beziehung oder der Altenpflege. Die Männer wurden später von ihr und ihrem Helfer Siggi S. ermordet. Mehrere Anzeigen gegen die Frau waren eingestellt worden. Zur Wende kam es, als sich ihr Helfer selbst aus anderem Anlass bei der Polizei meldete und dabei die Verbrechen gestand.
Folgende Beziehungen werden ihr zugeordnet:
- Ludwig G. aus Biebertal. Er lernte 1983 die Täterin im Alter von 82 Jahren kennen. Im September 1985 setzte er sie als Alleinerbin ein. Er verstarb am 5. Januar 1986 im Krankenhaus.
- Wilhelm S., Maurermeister aus dem Sauerland.
- Paul P. verstarb im Alter von 83 Jahren im Februar 1991.
- Alois M.
- Günter S., 74, wurde im Juni 1994 erdrosselt.
- Adolf B. aus Melsungen wurde im September 1994 mit einem Kissen erstickt.
- Paul G. wurde im April 1995 von Lydia L. betäubt und von Siggi S. erstickt.
- Gerhard G. wurde am 13. Juli 2000 in seinem Haus in Völksen bei Hannover von Lydia L. und Siggi S. mit einer Plastiktüte erstickt.

In den letzten vier Fällen konnte eine Ermordung vom Gericht festgestellt werden. Lydia L. wurde 2009 vom Landgericht Göttingen zu lebenslanger Haft mit Feststellung der besonderen Schwere der Schuld verurteilt, die sie in der JVA Vechta verbüßt. Die Revision hatte keinen Erfolg.
Ihr Mittäter Siggi S. wurde zu zwölf Jahren Haft verurteilt, die er in der JVA Rosdorf verbüßte. Nach eigenen Angaben hatte er Angst gehabt, auch selbst von ihr vergiftet zu werden.
2014 klagte Lydia L. gegen den neuen Besitzer des Hauses, der ihr persönliches Hab und Gut unberechtigterweise entsorgt haben soll. Die Klage wurde abgewiesen.